# Velika pješčana pustinja
Velika pješčana pustinja se prostire u sjeverozapadnom dijelu Australije. Zauzima prostor od 360 000 km2 i proteže se širokim pojasom od gotovo 1300 km između planina Bruk i Hedlend do planina Macdonell i Peterman.
Veliki dio te pustinje predstavljaju pješčane dine koje su učvrščene biljkama. Dine leže paralelno, na udaljenosti od oko 400 m – 800 m jedna od druge. Srednja dužina dina iznosi 40 – 50 km, pri srednjoj visini od oko 15 m. Ovakav raspored dina nastao je pod utjecajem stalnih vladajućih vjetrova, tako da su one eolskog porijekla.
U istočnom dijelu pustinje, bliže planinama, pješčana pustinja ustupa mjesto kamenitoj pustinji i vapnenačko-šljunkovitoj. Osim toga,posvuda su razbacene zatvorene depresije sa slanom zemljom. U prošlosti je erozivna aktivnost bila jače razvijena. Dokaz za to su suha korita i terase jezerskih uvala koja se javljaju u perifernom dijelu pustinje.
Padaline su niske, s prosjekom od 300 mm na prostoru između obale i platoa Kimberley na sjeveru. Prosječna godišnja količina padalina je 250 mm čak i u najsušnijim dijelovima. Ljetne dnevne temperature su među najvišima u Australiji.
Biljni svijet pješčanih dina Velike pješčane pustinje je veoma bogat. Osnovna biljka je grm Zygockloa paradoxa, koji naseljava grebene dine, i spinifex (Triodia Basedovii), koji je rasprostranjen u nižem dijelu padina. Nešto gušće šikare akacije i niskih eukaliptusa zauzimaju kotline. Po glinenim udolinama između dina rasprostranjen je grmovit biljni svijet. Sjeveroistočni dio Velike pješčane pustinje gotovo je lišen dina i predstavlja pješčanu ravnicu sa slabim pokrivačem eolskog pijeska,koji leži na staroj strukturnoj ravnici. 